# Laneuveville-derrière-Foug
Laneuveville-derrière-Foug é uma comuna francesa na região administrativa de Grande Leste, no departamento de Meurthe-et-Moselle. Estende-se por uma área de 1,13 km². Em 2010 a comuna tinha 153 habitantes (densidade: 135,4 hab./km²).